# Doris Asibi Seidu
Doris Asibi Seidu foi uma educadora, assistente social e política do Gana que serviu como membro do parlamento por Chereponi de 2005 a 2009, quando morreu no cargo. Ela foi a primeira mulher a representar o eleitorado no parlamento.

## Infância e educação
Doris nasceu em 1969 em Accra, no Gana. Ela estudou no Bimbilla Training College de 1986 a 1990, e no Tamale Training College, onde obteve o 'Certificado A' em 1995.

## Carreira e política
Doris era professora e assistente social de profissão.
Em 2004, ela disputou a cadeira Chereponi na lista do Novo Partido Patriótico e venceu. Ela continuou no parlamento em 2008, quando ganhou a cadeira mais uma vez, com 9.188 votos dentre os 17.559 votos válidos, o que representa 52,33% do total de votos expressos. Ela permaneceu no parlamento até à sua morte em 31 de julho de 2009. Uma eleição suplementar foi realizada em 29 de setembro de 2009 e Samuel Abdulai Jabanyite, do Congresso Nacional Democrata, ganhou a cadeira. Enquanto membro do parlamento, ela ajudou numa série de projectos de desenvolvimento, como electrificação de comunidades no distrito eleitoral, construção de escolas e clínicas, e também dando bolsas de estudo para alunos brilhantes e necessitados no distrito. No parlamento, ela actuou em várias comissões, algumas das quais incluem o comité de Educação e Minas e o comité de Energia.

## Morte
Doris morreu por volta das 23:30 na sexta-feira, 31 de julho de 2009 no Korle-Bu Teaching Hospital em Accra. Segundo os relatos, ela morreu como resultado de uma parada cardíaca grave e complicações relacionadas ao coração. Ela também tinha problemas renais, uma doença contra a qual lutava há algum tempo. Devido à sua situação de saúde, ela esteve ausente das sessões parlamentares por algum tempo. Ela morreu aos 40 anos e deixou o seu marido e um filho.
Durante uma entrevista com o Daily Guide em fevereiro de 2009, ela disse; "a sua maior prioridade seria fazer do seu eleitorado um lugar pacífico onde a etnia seria uma coisa do passado e também gerar oportunidades de emprego para os seus eleitores; especialmente mulheres e jovens."